# روبرت أودونيل
روبرت أودونيل (بالإنجليزية: Robert O'Donnell)‏ (12 سبتمبر 1994 في نيوزيلندا - ) هو لاعب كريكت نيوزلندي. لعب مع فريق أوكلاند للكريكت ‏.

## وصلات خارجية
- روبرت أودونيل على موقع إي آس بي آن كريك إنفو (الإنجليزية)